# Christoph Wolk
Christoph Wolk (* 9. April 1979) ist ein ehemaliger deutscher Footballspieler.

## Laufbahn
Der 1,97 Meter große, in der Offensive Line eingesetzte Wolk begann seine Karriere 1997 in der Jugendmannschaft und spielte dann von 1999 bis 2010 bei den Braunschweig Lions. Er gewann mit der Mannschaft 1999 und 2003 den Eurobowl sowie 1999, 2005, 2006, 2007 und 2008 die deutsche Meisterschaft. Deutscher Vizemeister wurde er mit den Niedersachsen in den Jahren 2000, 2001, 2002, 2003 und 2004.
2012 wurde Wolk ins Amt des Vorsitzenden des 1. FFC Braunschweig, Hauptverein der inzwischen in New Yorker Lions umbenanntem Mannschaft, gewählt und übte diese Tätigkeit bis 2016 aus, als er auf den Vorstandsposten für Leistungssport/GFL wechselte und sich somit vornehmlich der Profimannschaft widmete. In dieser Zeit errangen die Braunschweiger die deutsche Meisterschaft, den German Bowl, in den Jahren  2013, 2014, 2015, 2016 und 2019 und gewannen in den Jahren 2015, 2016, 2017 und 2018 den Eurobowl.
2016 wurde Wolk zudem in den Aufsichtsrat der German Football Fernsehen Produktions- und Vertriebsgenossenschaft e. G. berufen. Diese Funktion übte er bis zur Auflösung der Gesellschaft aus. 2021 erfolgte die Gründung des Ligaverbunds German Football League e.V., in dem Wolk eine Funktion im geschäftsführenden Vorstand übernahm.